# Artysta (film 2011)
Artysta (ang. The Artist) − francuski niezależny film tragikomiczny/komedia romantyczna z 2011 roku, w reżyserii i według scenariusza Michela Hazanaviciusa. Obraz zrealizowany został w konwencji kina niemego i czarno-białego.
Światowa premiera filmu miała miejsce 15 maja 2011 podczas 64. MFF w Cannes, gdzie obraz zaprezentowany został w konkursie głównym. Na tym festiwalu Jean Dujardin odebrał nagrodę dla najlepszego aktora. Podczas 84. ceremonii wręczenia Oscarów w 2012 film otrzymał 5 statuetek, w tym za najlepszy film, reżyserię i dla aktora pierwszoplanowego.

## Fabuła
Aktor George Valentin jest gwiazdą kina niemego w Hollywood, jednak jego kariera przeżywa załamanie po przełomie dźwiękowym – dla gwiazd niemych filmów nie ma miejsca w kinie dźwiękowym. Tymczasem rosnącą sławę zdobywa jego znajoma, młoda aktorka Peppy Miller, która staje się gwiazdą filmów mówionych.

## Obsada
- Jean Dujardin jako George Valentin
- Bérénice Bejo jako Peppy Miller
- Uggie jako Jack
- John Goodman jako Al Zimmer
- James Cromwell jako Clifton
- Missi Pyle jako Constance
- Penelope Ann Miller jako Doris
- Malcolm McDowell jako lokaj
- Bitsie Tulloch jako Norma
- Beth Grant jako pokojówka Peppy
- Nina Siemaszko
- Basil Hoffman jako licytator
- Ben Kurland jako asystent

i inni

## Nagrody i nominacje
| Independent Spirit Awards             | Najlepszy film niezależny                                        | Wygrana   |
| Independent Spirit Awards             | Najlepszy reżyser                                                | Wygrana   |
| Independent Spirit Awards             | Najlepsza główna rola męska (Jean Dujardin)                      | Wygrana   |
| Independent Spirit Awards             | Najlepsze zdjęcia                                                | Wygrana   |
| Independent Spirit Awards             | Najlepszy scenariusz                                             | Nominacja |
| Nagroda Gildii Aktorów Ekranowych     | Wybitny występ aktora w roli pierwszoplanowej (Jean Dujardin)    | Wygrana   |
| Nagroda Gildii Aktorów Ekranowych     | Wybitny występ aktorki w roli drugoplanowej (Bérénice Bejo)      | Nominacja |
| Nagroda Gildii Aktorów Ekranowych     | Wybitny występ zespołu aktorskiego w filmie kinowym              | Nominacja |
| Nagroda Akademii Filmowej (Oscar)     | Najlepszy film                                                   | Wygrana   |
| Nagroda Akademii Filmowej (Oscar)     | Najlepszy reżyser                                                | Wygrana   |
| Nagroda Akademii Filmowej (Oscar)     | Najlepszy aktor pierwszoplanowy (Jean Dujardin)                  | Wygrana   |
| Nagroda Akademii Filmowej (Oscar)     | Najlepsza muzyka                                                 | Wygrana   |
| Nagroda Akademii Filmowej (Oscar)     | Najlepsze kostiumy                                               | Wygrana   |
| Nagroda Akademii Filmowej (Oscar)     | Najlepszy scenariusz oryginalny                                  | Nominacja |
| Nagroda Akademii Filmowej (Oscar)     | Najlepsza aktorka drugoplanowa (Bérénice Bejo)                   | Nominacja |
| Nagroda Akademii Filmowej (Oscar)     | Najlepsze zdjęcia                                                | Nominacja |
| Nagroda Akademii Filmowej (Oscar)     | Najlepsza scenografia i dekoracja wnętrz                         | Nominacja |
| Nagroda Akademii Filmowej (Oscar)     | Najlepszy montaż                                                 | Nominacja |
| Złote Globy                           | Najlepszy film komediowy lub musical                             | Wygrana   |
| Złote Globy                           | Najlepszy aktor w filmie komediowym lub musicalu (Jean Dujardin) | Wygrana   |
| Złote Globy                           | Najlepsza muzyka                                                 | Wygrana   |
| Złote Globy                           | Najlepsza aktorka drugoplanowa (Bérénice Bejo)                   | Nominacja |
| Złote Globy                           | Najlepszy reżyser                                                | Nominacja |
| Złote Globy                           | Najlepszy scenariusz                                             | Nominacja |
| Nagroda Satelita                      | Najlepsza scenografia i dekoracja wnętrz                         | Wygrana   |
| Nagroda Satelita                      | Najlepszy film                                                   | Nominacja |
| Nagroda Satelita                      | Najlepsza reżyseria                                              | Nominacja |
| Nagroda Satelita                      | Najlepszy scenariusz oryginalny                                  | Nominacja |
| Nagroda Satelita                      | Najlepsze zdjęcia                                                | Nominacja |
| Nagroda Satelita                      | Najlepsze kostiumy                                               | Nominacja |
| Nagroda Brytyjskiej Akademii Filmowej | Najlepszy film                                                   | Wygrana   |
| Nagroda Brytyjskiej Akademii Filmowej | Najlepsza reżyseria                                              | Wygrana   |
| Nagroda Brytyjskiej Akademii Filmowej | Najlepszy aktor pierwszoplanowy (Jean Dujardin)                  | Wygrana   |
| Nagroda Brytyjskiej Akademii Filmowej | Najlepszy scenariusz oryginalny                                  | Wygrana   |
| Nagroda Brytyjskiej Akademii Filmowej | Najlepsze zdjęcia                                                | Wygrana   |
| Nagroda Brytyjskiej Akademii Filmowej | Najlepsza muzyka                                                 | Wygrana   |
| Nagroda Brytyjskiej Akademii Filmowej | Najlepsze kostiumy                                               | Wygrana   |
| Nagroda Brytyjskiej Akademii Filmowej | Najlepsza aktorka pierwszoplanowa (Bérénice Bejo)                | Nominacja |
| Nagroda Brytyjskiej Akademii Filmowej | Najlepszy dźwięk                                                 | Nominacja |
| Nagroda Brytyjskiej Akademii Filmowej | Najlepsza scenografia                                            | Nominacja |
| Nagroda Brytyjskiej Akademii Filmowej | Najlepsza charakteryzacja i fryzury                              | Nominacja |
| Nagroda Brytyjskiej Akademii Filmowej | Najlepszy montaż                                                 | Nominacja |
| Festiwal Filmowy w Cannes             | Złota Palma za najlepszy film                                    | Nominacja |
| Festiwal Filmowy w Cannes             | Najlepszy aktor (Jean Dujardin)                                  | Wygrana   |
| Festiwal Filmowy w Cannes             | Palm Dog (Uggie)                                                 | Wygrana   |
| César                                 | Najlepszy film                                                   | Wygrana   |
| César                                 | Najlepsza reżyseria                                              | Wygrana   |
| César                                 | Najlepsza aktorka pierwszoplanowa (Bérénice Bejo)                | Wygrana   |
| César                                 | Najlepsze zdjęcia                                                | Wygrana   |
| César                                 | Najlepsza muzyka napisana do filmu                               | Wygrana   |
| César                                 | Najlepsza scenografia                                            | Wygrana   |
| César                                 | Najlepszy aktor pierwszoplanowy (Jean Dujardin)                  | Nominacja |
| César                                 | Najlepszy scenariusz oryginalny                                  | Nominacja |
| César                                 | Najlepszy montaż                                                 | Nominacja |
| César                                 | Najlepsze kostiumy                                               | Nominacja |
| Europejska Nagroda Filmowa            | Najlepszy Europejski Kompozytor                                  | Wygrana   |
| Europejska Nagroda Filmowa            | Najlepszy Europejski Film                                        | Nominacja |
| Europejska Nagroda Filmowa            | Najlepszy Europejski Aktor (Jean Dujardin)                       | Nominacja |
| Europejska Nagroda Filmowa            | Najlepszy Europejski Operator                                    | Nominacja |